# Ivar Sipra
Ivar Sipra (1954-2022) var en estnisk musiker, trumslagare, sångare och låtskrivare.
Ivar Sipra har spelat i grupperna Positron, Mess (1975–1976), Noor Eesti (1977) och Meie (2002).